# Phạm Thế Tùng
Phạm Thế Tùng (sinh năm 1972) là một Tướng lĩnh Công an nhân dân Việt Nam, hàm Thượng tướng. Ông hiện là Ủy viên Ban Thường vụ Đảng ủy Công an Trung ương, Thứ trưởng Bộ Công an Việt Nam, Thủ trưởng Cơ quan An ninh điều tra Bộ Công an.

## Xuất thân và Giáo dục
Phạm Thế Tùng sinh năm 1972, quê ở huyện Tiên Lữ, tỉnh Hưng Yên.
Ông tốt nghiệp Thạc sĩ nghiệp vụ cảnh sát, trình độ lý luận chính trị cao cấp.

## Sự nghiệp
Phạm Thế Tùng là đảng viên Đảng Cộng sản Việt Nam.
Từ năm 1994-1997, ông là cán bộ phòng PC15 Công an tỉnh Hải Hưng.
Kể từ khi Hải Hưng tách ra làm 2 tỉnh Hải Dương và Hưng Yên, ông đã kinh qua nhiều chức vụ tại Công an tỉnh Hưng Yên, từ cán bộ phòng PC15, Trưởng phòng PC15 đến Trưởng Công an huyện Khoái Châu (Hưng Yên). Đến năm 2014, ông được bổ nhiệm làm Phó Giám đốc Công an tỉnh Hưng Yên. Tháng 10 năm 2019, Khi đang là Đại tá, ông được điều động và bổ nhiệm giữ chức Giám đốc Công an tỉnh Bắc Ninh.
Ngày 22 tháng 4 năm 2021, ông được điều động, bổ nhiệm giữ chức vụ Giám đốc Công an tỉnh Nghệ An, thay cho Thiếu tướng Võ Trọng Hải đã được Ban Bí thư điều động, bổ nhiệm làm Phó Bí thư Tỉnh ủy Hà Tĩnh, Chủ tịch Ủy ban nhân dân tỉnh Hà Tĩnh.
Ngày 16 tháng 7 năm 2021, ông được Chủ tịch nước Cộng hòa xã hội chủ nghĩa Việt Nam phong quân hàm Thiếu tướng Công an nhân dân Việt Nam.
Ngày 19 tháng 12 năm 2023, Thứ trưởng Lương Tam Quang thừa ủy quyền của Bộ trưởng Bộ Công an trao quyết định điều động ông đến nhận công tác và giữ chức Cục trưởng Cục An ninh chính trị nội bộ, Bộ Công an.
Ngày 17 tháng 7 năm 2024, Đảng ủy Công an Trung ương, Bộ Công an quyết định của Thủ tướng Chính phủ về việc bổ nhiệm Trung tướng Phạm Thế Tùng, Cục trưởng Cục A03 và Thiếu tướng Nguyễn Ngọc Lâm, Cục trưởng Cục C03 làm Thứ trưởng Bộ Công an

## Lịch sử thụ phong quân hàm
| Năm thụ phong | –      | 2021        | 2024        | 2025         |
| ------------- | ------ | ----------- | ----------- | ------------ |
| Quân hàm      |        |             |             |              |
| Cấp bậc       | Đại tá | Thiếu tướng | Trung tướng | Thượng tướng |